# Galium atherodes
Galium atherodes är en måreväxtart som beskrevs av Spreng.. Galium atherodes ingår i släktet måror, och familjen måreväxter. Inga underarter finns listade i Catalogue of Life.